# Pandi (ort)
Pandi är en ort i Colombia.   Den ligger i departementet Cundinamarca, i den centrala delen av landet, 60 km sydväst om huvudstaden Bogotá. Pandi ligger 922 meter över havet och antalet invånare är 1 336.
Terrängen runt Pandi är kuperad västerut, men österut är den bergig. Runt Pandi är det ganska tätbefolkat, med 129 invånare per kvadratkilometer. Närmaste större samhälle är Melgar, 17,0 km väster om Pandi. I omgivningarna runt Pandi växer i huvudsak städsegrön lövskog.